# Verein für Rasensport Wormatia Worms 2012-2013
Questa voce raccoglie le informazioni riguardanti il Verein für Rasensport Wormatia Worms nelle competizioni ufficiali della stagione 2012-2013.

## Stagione
Nella stagione 2012-2013 il Wormatia, allenato da Ronny Borchers e Stefan Emmerling, concluse il campionato di Regionalliga sudovest al 12º posto. In Coppa di Germania il Wormatia fu eliminato al secondo turno dal Colonia.

## Rosa
| N. |                     | Ruolo | Calciatore             |
| -- | ------------------- | ----- | ---------------------- |
| 1  | Germania (bandiera) | P     | Kevin Knödler          |
| 3  | Germania (bandiera) | D     | Tim Bauer              |
| 8  | Germania (bandiera) | C     | Maximilian Mehring     |
| 9  | Germania (bandiera) | A     | Adam Jabiri            |
| 10 | Germania (bandiera) | C     | Kevin Wittke           |
| 11 | Kosovo (bandiera)   | A     | Shqipon Bektashi       |
| 13 | Germania (bandiera) | A     | Christoph Sauter       |
| 14 | Marocco (bandiera)  | A     | Younes Bahssou         |
| 15 | Germania (bandiera) | C     | Kevin Prinz von Anhalt |
| 17 | Germania (bandiera) | C     | Benjamin Himmel        |
| 18 | Germania (bandiera) | D     | Christoph Böcher       |
| 18 | Germania (bandiera) | D     | Marco Stark            |
| 19 | Germania (bandiera) | D     | Marco Steil            |
| 20 | Germania (bandiera) | C     | Marcel Abele           |
| 21 | Germania (bandiera) | C     | Jacob Ammann           |

| N. |                     | Ruolo | Calciatore        |
| -- | ------------------- | ----- | ----------------- |
| 22 | Germania (bandiera) | C     | Daniele Toch      |
| 23 | Germania (bandiera) | D     | Sandro Rösner     |
| 24 | Germania (bandiera) | C     | Mike Wiesner      |
| 24 | Germania (bandiera) | A     | Damian Kaminski   |
| 25 | Germania (bandiera) | D     | Nassim Banouas    |
| 26 | Germania (bandiera) | A     | Lucas Oppermann   |
| 27 | Germania (bandiera) | D     | Eugen Gopko       |
| 30 | Germania (bandiera) | D     | Artur Krettek     |
| 31 | Germania (bandiera) | C     | Enrico Bienroth   |
| 31 | Germania (bandiera) | C     | Sven Oswald       |
| 33 | Germania (bandiera) | A     | Romas Dressler    |
| 34 | Germania (bandiera) | P     | Christian Adam    |
| 39 | Turchia (bandiera)  | A     | Alper Akçam       |
|    | Germania (bandiera) | D     | Fabian Liesenfeld |

## Organigramma societario
Area tecnica
- Allenatore: Stefan Emmerling
- Allenatore in seconda:
- Preparatore dei portieri:
- Preparatori atletici:
- Analisi video:

## Calciomercato

### Sessione estiva
| Acquisti | Acquisti               | Acquisti           | Acquisti |
| R.       | Nome                   | da                 | Modalità |
| -------- | ---------------------- | ------------------ | -------- |
| D        | Nassim Banouas         | Elversberg II      |          |
| A        | Shqipon Bektashi       | Heidenheim         |          |
| C        | Enrico Bienroth        | Wormatia Worms U19 |          |
| C        | Benjamin Himmel        | Kaiserslautern II  |          |
| A        | Adam Jabiri            | Heidenheim         |          |
| C        | Kevin Prinz von Anhalt | Karlsruhe U19      |          |
| D        | Marco Steil            | Holstein Kiel      |          |

| Cessioni | Cessioni        | Cessioni          | Cessioni |
| R.       | Nome            | a                 | Modalità |
| -------- | --------------- | ----------------- | -------- |
| P        | Nico Adami      | Idar-Oberstein    |          |
| C        | Martin Gollasch | Waldhof Mannheim  |          |
| D        | Marco Metzger   | Friburgo II       |          |
| C        | Nico Pantano    | Kaiserslautern II |          |
| A        | Michael Schürg  | Freiberg          |          |
| D        | Marco Stark     | Waldhof Mannheim  |          |
| D        | Vilmos Szalai   | Mezőkövesd-Zsóry  |          |
| C        | Renato Tusha    | Viktoria Urberach |          |

### Sessione invernale
| Acquisti | Acquisti         | Acquisti  | Acquisti |
| R.       | Nome             | da        | Modalità |
| -------- | ---------------- | --------- | -------- |
| A        | Christoph Sauter | Karlsruhe |          |

| Cessioni | Cessioni     | Cessioni        | Cessioni |
| R.       | Nome         | a               | Modalità |
| -------- | ------------ | --------------- | -------- |
| C        | Martin Röser | Wehen Wiesbaden |          |

## Risultati

### Regionalliga

#### Girone di andata
| Arbitro: | Müller |

|                          |           |                      |
| Jabiri 40’ Oppermann 59’ | Marcatori | 1’ Lange 28’ Breunig |

| Arbitro: | Steinberg |

|            |           |           |
| Wooten 52’ | Marcatori | 15’ Bauer |

| Arbitro: | Schlager |

|              |           |             |
| Dressler 84’ | Marcatori | 86’ Binakaj |

| Arbitro: | Schlager |

|                                          |           |           |
| Treske 73’ (rig.) Braig 75’ Kaufmann 78’ | Marcatori | 15’ Röser |

| Arbitro: | Wiatrek |

|            |           |           |
| Jabiri 44’ | Marcatori | 84’ Grifo |

| Arbitro: | Münch |

|               |           |  |
| Pagenburg 56’ | Marcatori |  |

| Arbitro: | Reisert |

|                         |           |               |
| Rösner 36’ Bektashi 37’ | Marcatori | 33’ Battaglia |

| Arbitro: | Vonderschmidt |

|                                     |           |                                    |
| Höhn 13’ Terrazzino 15’ Albutat 72’ | Marcatori | 10’ Oppermann 29’ Wittke 42’ Bauer |

| Arbitro: | Rabe |

|                  |           |                                       |
| Bauer 71’ (rig.) | Marcatori | 2’ Parker 17’, 33’ Röser 68’ Daghfous |

| Arbitro: | Gasteier |

|                 |           |                      |
| Lutz 83’ (rig.) | Marcatori | 23’ Bauer 26’ Ammann |

| Arbitro: | Kempkes |

|          |           |                                    |
| Wölk 21’ | Marcatori | 18’ Bektashi 28’ Toch 52’ Dressler |

| Arbitro: | Baitinger |

|                                       |           |             |
| Bektashi 5’ Bauer 45’ (rig.) Toch 80’ | Marcatori | 57’ Mehring |

| Arbitro: | Braun |

|             |           |                |
| Leopold 26’ | Marcatori | 11’, 20’ Röser |

| Worms 20 ottobre 2012, ore 14:00 CEST 14ª giornata | Wormatia Worms | 0 – 0 referto | Idar-Oberstein | EWR-Arena (1 340 spett.)\| Arbitro: \| Endriß \| |
| Arbitro:                                           | Endriß         |               |                |                                                  |

| 27 ottobre 2012 15ª giornata |  | – turno di riposo |  |  |

| Arbitro: | Wingenbach |

|  |           |                      |
|  | Marcatori | 6’ Zerić 65’ Gallego |

| Arbitro: | Rafalski |

|              |           |                   |
| Ferfelīs 84’ | Marcatori | 73’ (rig.) Rösner |

| Worms 18 novembre 2012, ore 14:00 CET 18ª giornata | Wormatia Worms | 0 – 0 referto | Hessen Kassel | EWR-Arena (1 380 spett.)\| Arbitro: \| Zorn \| |
| Arbitro:                                           | Zorn           |               |               |                                                |

| Arbitro: | Jöllenbeck |

|          |           |  |
| Reiß 41’ | Marcatori |  |

#### Girone di ritorno
| Arbitro: | Blos |

|            |           |          |
| Ammann 55’ | Marcatori | 2’ Orbán |

| Arbitro: | Kampka |

|                      |           |              |
| Müller 18’ Lange 81’ | Marcatori | 77’ Bektashi |

| Arbitro: | Schlager |

|                  |           |  |
| Gopko 37’ (aut.) | Marcatori |  |

| Worms 16 aprile 2013, ore 19:00 CEST 23ª giornata | Wormatia Worms | 0 – 0 referto | Ulma | EWR-Arena (771 spett.)\| Arbitro: \| Gasteier \| |
| Arbitro:                                          | Gasteier       |               |      |                                                  |

| Arbitro: | Zorn |

|                           |           |  |
| Schipplock 31’ Ludwig 67’ | Marcatori |  |

| Arbitro: | Kempter |

|                     |           |                                    |
| Bektashi 34’ (rig.) | Marcatori | 21’ (rig.) Quotschalla 82’ Klinger |

| Arbitro: | Braun |

|               |           |                        |
| Battaglia 67’ | Marcatori | 34’ Bektashi 48’ Akçam |

| Arbitro: | Beck |

|                            |           |                   |
| Bektashi 7’, 66’ Steil 86’ | Marcatori | 59’, 89’ Bouziane |

| Arbitro: | Weickenmeier |

|                                        |           |                                        |
| Daghfous 49’, 89’ (rig.) Slišković 52’ | Marcatori | 6’ (rig.) Steil 40’ Sauter 62’ Mehring |

| Arbitro: | Müller |

|              |           |         |
| Dressler 76’ | Marcatori | 2’ Lutz |

| Arbitro: | Bischof |

|  |           |              |
|  | Marcatori | 37’ Dressler |

| Arbitro: | Münch |

|                        |           |  |
| Dressler 33’ Abele 80’ | Marcatori |  |

| Arbitro: | Kempkes |

|                                  |           |                        |
| Dressler 26’ Bektashi 64’ (rig.) | Marcatori | 50’ Velemir 67’ Fındık |

| Arbitro: | Rabe |

|                              |           |                   |
| Knartz 11’ Maurer 82’ (rig.) | Marcatori | 51’, 60’ Dressler |

| 4 maggio 2013 34ª giornata |  | – turno di riposo |  |  |

| Arbitro: | Braun |

|                        |           |  |
| Geiger 73’ Malchow 90’ | Marcatori |  |

| Arbitro: | Rafalski |

|           |           |                     |
| Abele 73’ | Marcatori | 18’ Köppen 40’ Lahn |

| Arbitro: | Bischof |

|                          |           |                         |
| Dieck 16’, 47’ Henel 66’ | Marcatori | 35’ Bektashi 89’ Himmel |

| Arbitro: | Beck |

|                                                   |           |  |
| Steil 19’ (rig.) Toch 48’ Kaminski 52’ Sauter 84’ | Marcatori |  |

### Coppa di Germania
| Arbitro: | Grudzinski |

|                              |           |            |
| Bauer 3’ (rig.) Dressler 82’ | Marcatori | 64’ Wagner |

| Arbitro: | Hartmann |

|                                 |                      |                                         |
| Rösner Bauer Wittke Steil Abele | Tiri di rigore 3 – 4 | Chihi Lehmann Matuszczyk Bigalke Brečko |

## Statistiche

### Statistiche di squadra
| Competizione          | Punti | In casa | In casa | In casa | In casa | In casa | In casa | In trasferta | In trasferta | In trasferta | In trasferta | In trasferta | In trasferta | Totale | Totale | Totale | Totale | Totale | Totale | DR |
| Competizione          | Punti | G       | V       | N       | P       | Gf      | Gs      | G            | V            | N            | P            | Gf           | Gs           | G      | V      | N      | P      | Gf     | Gs     | DR |
| --------------------- | ----- | ------- | ------- | ------- | ------- | ------- | ------- | ------------ | ------------ | ------------ | ------------ | ------------ | ------------ | ------ | ------ | ------ | ------ | ------ | ------ | -- |
| Regionalliga sudovest | 44    | 18      | 5       | 9       | 4       | 25      | 22      | 18           | 5            | 5            | 8            | 24           | 29           | 36     | 10     | 14     | 12     | 49     | 51     | -2 |
| Coppa di Germania     | -     | 2       | 1       | 1       | 0       | 2       | 1       | 0            | 0            | 0            | 0            | 0            | 0            | 2      | 1      | 1      | 0      | 2      | 1      | +1 |
| Totale                | 44    | 20      | 6       | 10      | 4       | 27      | 23      | 18           | 5            | 5            | 8            | 24           | 29           | 38     | 11     | 15     | 12     | 51     | 52     | -1 |

### Andamento in campionato
| Giornata  | 1 | 2  | 3  | 4  | 5  | 6  | 7  | 8  | 9  | 10 | 11 | 12 | 13 | 14 | 15 | 16 | 17 | 18 | 19 | 20 | 21 | 22 | 23 | 24 | 25 | 26 | 27 | 28 | 29 | 30 | 31 | 32 | 33 | 34 | 35 | 36 | 37 | 38 |
| --------- | - | -- | -- | -- | -- | -- | -- | -- | -- | -- | -- | -- | -- | -- | -- | -- | -- | -- | -- | -- | -- | -- | -- | -- | -- | -- | -- | -- | -- | -- | -- | -- | -- | -- | -- | -- | -- | -- |
| Luogo     | C | T  | C  | T  | C  | T  | C  | T  | C  | T  | T  | C  | T  | C  |    | C  | T  | C  | T  | C  | T  | T  | C  | T  | C  | T  | C  | T  | C  | T  | C  | C  | T  |    | T  | C  | T  | C  |
| Risultato | N | N  | N  | P  | N  | P  | V  | N  | P  | V  | V  | V  | V  | N  |    | P  | N  | N  | P  | N  | P  | P  | N  | P  | P  | V  | V  | N  | N  | V  | V  | N  | N  |    | P  | P  | P  | V  |
| Posizione | 8 | 11 | 11 | 16 | 12 | 16 | 12 | 12 | 17 | 13 | 10 | 7  | 6  | 5  | 8  | 8  | 8  | 9  | 10 | 12 | 12 | 12 | 12 | 13 | 14 | 13 | 13 | 13 | 13 | 11 | 10 | 10 | 10 | 12 | 13 | 13 | 13 | 12 |

Legenda:

Luogo: C = Casa; T = Trasferta. Risultato: V = Vittoria; N = Pareggio; P = Sconfitta.

### Statistiche dei giocatori
| Giocatore     | Regionalliga sudovest | Regionalliga sudovest | Regionalliga sudovest | Regionalliga sudovest | Coppa di Germania | Coppa di Germania | Coppa di Germania | Coppa di Germania | Totale   | Totale | Totale      | Totale     |
| Giocatore     | Presenze              | Reti                  | Ammonizioni           | Espulsioni            | Presenze          | Reti              | Ammonizioni       | Espulsioni        | Presenze | Reti   | Ammonizioni | Espulsioni |
| ------------- | --------------------- | --------------------- | --------------------- | --------------------- | ----------------- | ----------------- | ----------------- | ----------------- | -------- | ------ | ----------- | ---------- |
| M. Abele      | 34                    | 2                     | 9                     | 0                     | 2                 | 0                 | 0                 | 0                 | 36       | 2      | 9           | 0          |
| C. Adam       | 0                     | 0                     | 0                     | 0                     | 0                 | 0                 | 0                 | 0                 | 0        | 0      | 0           | 0          |
| A. Akçam      | 17                    | 1                     | 2                     | 0                     | 0                 | 0                 | 0                 | 0                 | 17       | 1      | 2           | 0          |
| J. Ammann     | 17                    | 2                     | 2                     | 1                     | 1                 | 0                 | 0                 | 0                 | 18       | 2      | 2           | 1          |
| Y. Bahssou    | 5                     | 0                     | 1                     | 0                     | 1                 | 0                 | 0                 | 0                 | 6        | 0      | 1           | 0          |
| N. Banouas    | 21                    | 0                     | 5                     | 0                     | 1                 | 0                 | 1                 | 0                 | 22       | 0      | 6           | 0          |
| T. Bauer      | 14                    | 5                     | 3                     | 0                     | 2                 | 1                 | 0                 | 0                 | 16       | 6      | 3           | 0          |
| S. Bektashi   | 25                    | 10                    | 11                    | 1                     | 1                 | 0                 | 0                 | 0                 | 26       | 10     | 11          | 1          |
| E. Bienroth   | 2                     | 0                     | 0                     | 0                     | 0                 | 0                 | 0                 | 0                 | 2        | 0      | 0           | 0          |
| C. Böcher     | 24                    | 0                     | 3                     | 0                     | 2                 | 0                 | 0                 | 0                 | 26       | 0      | 3           | 0          |
| R. Dressler   | 22                    | 8                     | 5                     | 0                     | 1                 | 1                 | 0                 | 0                 | 23       | 9      | 5           | 0          |
| E. Gopko      | 22                    | 0                     | 3                     | 0                     | 1                 | 0                 | 0                 | 0                 | 23       | 0      | 3           | 0          |
| B. Himmel     | 28                    | 1                     | 4                     | 0                     | 0                 | 0                 | 0                 | 0                 | 28       | 1      | 4           | 0          |
| A. Jabiri     | 8                     | 2                     | 1                     | 0                     | 0                 | 0                 | 0                 | 0                 | 8        | 2      | 1           | 0          |
| D. Kaminski   | 1                     | 1                     | 0                     | 0                     | 0                 | 0                 | 0                 | 0                 | 1        | 1      | 0           | 0          |
| K. Knödler    | 36                    | 0                     | 0                     | 0                     | 2                 | 0                 | 0                 | 0                 | 38       | 0      | 0           | 0          |
| A. Krettek    | 21                    | 0                     | 2                     | 0                     | 1                 | 0                 | 0                 | 0                 | 22       | 0      | 2           | 0          |
| F. Liesenfeld | 0                     | 0                     | 0                     | 0                     | 0                 | 0                 | 0                 | 0                 | 0        | 0      | 0           | 0          |
| M. Mehring    | 7                     | 1                     | 2                     | 0                     | 0                 | 0                 | 0                 | 0                 | 7        | 1      | 2           | 0          |
| L. Oppermann  | 12                    | 2                     | 1                     | 0                     | 2                 | 0                 | 0                 | 0                 | 14       | 2      | 1           | 0          |
| S. Oswald     | 0                     | 0                     | 0                     | 0                     | 0                 | 0                 | 0                 | 0                 | 0        | 0      | 0           | 0          |
| M. Röser      | 18                    | 3                     | 6                     | 0                     | 2                 | 0                 | 0                 | 0                 | 20       | 3      | 6           | 0          |
| S. Rösner     | 32                    | 2                     | 6                     | 0                     | 2                 | 0                 | 0                 | 0                 | 34       | 2      | 6           | 0          |
| C. Sauter     | 7                     | 2                     | 0                     | 0                     | 0                 | 0                 | 0                 | 0                 | 7        | 2      | 0           | 0          |
| M. Stark      | 4                     | 0                     | 1                     | 0                     | 0                 | 0                 | 0                 | 0                 | 4        | 0      | 1           | 0          |
| M. Steil      | 29                    | 3                     | 6                     | 1                     | 2                 | 0                 | 0                 | 0                 | 31       | 3      | 6           | 1          |
| D. Toch       | 31                    | 3                     | 0                     | 0                     | 2                 | 0                 | 0                 | 0                 | 33       | 3      | 0           | 0          |
| M. Wiesner    | 1                     | 0                     | 0                     | 0                     | 0                 | 0                 | 0                 | 0                 | 1        | 0      | 0           | 0          |
| K. Wittke     | 30                    | 1                     | 5                     | 0                     | 2                 | 0                 | 0                 | 0                 | 32       | 1      | 5           | 0          |
| K. von Anhalt | 17                    | 0                     | 0                     | 0                     | 1                 | 0                 | 0                 | 0                 | 18       | 0      | 0           | 0          |